# Емблема на Джибути
Гербът на Джибути (от хералдическа гледна точка – емблема) е утвърден на 27 юни 1977 г., след като страната получава независимост от Франция.
Представлява изправено вертикално копие зад кръгъл боен щит. От 2-те страни на копието са изобразени 2 ръце, държащи 2 големи сомалийски ками, символизиращи 2-те основни етнически групи в страната – афар и иса. Над върха на копието има червена звезда. Цялата композиция е обкръжена от 2 лаврови клонки.